# Prusly-sur-Ource
Prusly-sur-Ource – miejscowość i gmina we Francji, w regionie Burgundia-Franche-Comté, w departamencie Côte-d’Or.
Według danych na rok 1990 gminę zamieszkiwały 203 osoby, a gęstość zaludnienia wynosiła 13 osób/km² (wśród 2044 gmin Burgundii Prusly-sur-Ource plasuje się na 708. miejscu pod względem liczby ludności, natomiast pod względem powierzchni na miejscu 616.).